# لين ريتشاردسون
لين ريتشاردسون (5 مايو 1950 بسيدني في أستراليا - ) (بالإنجليزية: Len Richardson)‏ هو لاعب كريكت أسترالي.

## وصلات خارجية
- لين ريتشاردسون على موقع إي آس بي آن كريك إنفو (الإنجليزية)